# داندی (فلوریدا)
داندی (به انگلیسی: Dundee) شهرکی در شهرستان پولک ایالت فلوریدا است که در سال ۱۹۲۵ بنیان‌گذاری شده‌است. این شهرک طبق سرشماری سال ۲۰۱۰ میلادی، ۳٬۷۱۷ نفر جمعیت داشته و مساحت آن نیز ۱۱٫۲ کیلومتر مربع است.